# Lil Zoo
Lil Zoo est le nom de scène du danseur Fouad Ambelj, né en 1993 au Maghreb et aussi appelé b-boy Lil Zoo dans la culture hip-hop. Connu pour sa pratique du breakdance, il s'est illustré sur la scène internationale de cette discipline en de nombreuses occasions. Parmi ses victoires notables, il remporta en 2018 la finale du tournoi Red Bull BC One organisé en Suisse, puis décrocha en 2023 la médaille de bronze aux Jeux européens de Pologne, en représentant l'Autriche où il s'installa dès 2015.

## Biographie
Né au Maroc le 29 septembre 1993, Fouad Ambelj grandit dans la ville de Casablanca où il découvrit le breakdance. Durant son adolescence, il commença à s'exercer chez lui et dans la rue au contact d'autres danseurs. Puis il intégra le crew Lhiba Kingzoo (en), dans lequel il reçut le surnom Lil Zoo qui devint son nom de scène, Lil étant le diminutif du mot anglais little signifiant petit, car il était le plus jeune, suivi de Zoo, du fait que les b-boys s'entraînaient dans un parc. Ils participèrent ensemble à plusieurs évènements, dont le Battle of the Year et les Jeux de la Francophonie.
En 2012, il remporta la finale du Red Bull BC One Middle East and Africa (en), championnat régional entre danseurs de différents pays, permettant de se qualifier pour le Red Bull BC One, championnat de niveau mondial. Il renouvela cette victoire en 2013 et 2015.
C'est notamment en 2015 qu'il s'installa en Autriche, étant alors dans le groupe El Mouwahidin aux côtés des danseurs Cri6 et The Wolfer, ainsi que dans le groupe Flying Steps (en) rejoint en 2014. Il devint ensuite membre de l'équipe Red Bull BC One All Stars en 2018.
L'année 2018 fut aussi marquée par divers succès : une victoire en duo au World Breaking Classic dans les Pays-Bas, suivie d'une victoire en solo au Battle In Taoyuan ; mais c'est lors du Red Bull BC One de Zurich qu'il obtint une reconnaissance internationale, en remportant la finale pour l'Autriche, dans un tournoi qui accueillit également une première participation des femmes avec une catégorie b-girl.
En 2019, il se rendit en Corée du Sud à la compétition Bucheon B-boys International Championships, dont il sortit vainqueur en un contre un.
Il reçut la nationalité autrichienne en décembre 2021, puis devint champion d'Autriche en juin 2022 dans la ville de Graz. En novembre suivant, il participa au Red Bull BC One de New York, ville de l'essor du breakdance dans les années 1970. Avec l'introduction de la discipline aux Jeux européens de 2023, il décrocha la médaille de bronze à Nowy Sącz, en se hissant à la troisième place du podium parmi quinze danseurs. Il montra pendant ces années de danse un style qualifié de vif, énergique, développant un mélange créatif de freezes, de phases explosives, d'acrobaties effrénées, de footwork et de musicalité.
En 2024, il termina les étapes de qualification olympique par les épreuves de mai à Shanghai et de juin à Budapest. Peu après cette dernière compétition, il refusa en date du 27 juin de fournir un échantillon pour un test antidopage, ce qui fut sanctionné par une suspension de quatre ans allant du 10 juin 2025 au 9 juin 2029, et par une disqualification de ses résultats sportifs à compter du 27 juin 2024. Malgré cet incident, son parcours contribua à attirer l'attention sur la pratique du breakdance au Maroc,,.

## Palmarès
- 2011 :
  - 1er au Battle of the Year (Maroc)
  - 1er au festival Droubna
- 2012 :
  - 1er au Battle Best Moroccan B-boy
  - Top 16 Red Bull BC One World Final
- 2013 :
  - Top 16 BOTY International
  - Top 8 Red Bull BC One World Final
- 2014 :
  - Top 8 BOTY International
  - 2e au R16 World Final
- 2015 :
  - 1er au Back to the Roots Battle
  - Top 4 Red Bull BC One World Final
- 2016 :
  - Top 8 Hip Opsession Battle
  - Top 16 Marseille Battle Pro
  - Top 8 BOTY International
- 2017 :
  - Top 4 Red Bull BC One World Final[17]
- 2020 :
  - Top 4 Red Bull BC One World Final[22]
- 2022 :
  - 1er à l'Outbreak Europe (en) 2vs2[23]
  - 1er au Last Chance Cypher (BC1)[24]
- 2023 :
  - 1er à l'Outbreak Europe 2vs2[25]
  - Top 16 aux Championnats du monde de breakdance[26]
- 2024 :
  - 2e à l'Outbreak Europe 2vs2[27]